# Forêt de Sainte-Marguerite
La forêt de Sainte Marguerite est une forêt de moyenne altitude de l'Est de La Réunion. Entièrement située sur le territoire communal de Saint-Benoît, elle s'étend dans les Hauts de Saint-François. C'est un site protégé, classé espace naturel sensible qui s'étend sur 159 hectares relevant pour partie au moins du parc national de La Réunion. L'accès y et autorisé  de 9h00 à 16h00.

## Géographie
La forêt départementale de Sainte-Marguerite se situe vers 650 mètres d’altitude. Elle se trouve sur le territoire communal de Saint-Benoît au lieu-dit Saint-François-Les-Hauts. Sa limite supérieure borde le territoire communal de la Plaine des Palmistes. La forêt départementale de Sainte-Marguerite est limitée naturellement au nord par la ravine de Saint-François, au sud par la ravine de Sainte-Marguerite, à l’est par une zone agricole et à l’ouest par une forêt départemento-domaniale. Cette forêt départementale est située entre 550 et 780 mètres d’altitude. Elle se présente sous la forme d’une bande rectangulaire de 700 mètres de large sur 2 km de long et a une orientation générale nord-est/sud-ouest.

## Histoire
La forêt de Sainte-Marguerite provient d’un groupement de trois terrains achetés à la SAFER par le Département de La Réunion en 1979 et en 1985 dans le cadre de sa politique de protection des espaces naturels sensibles. Sous la tutelle de la SAFER, la partie basse de la forêt a été utilisée pour cultiver des agrumes et de la canne à sucre, tandis que la partie haute de la forêt n’a pas été exploitée. La SAFER a acquis ces terrains avec Monsieur LEBON Lucas, Monsieur GUY et  Monsieur HOARAU Marcel qui pratiquaient la culture de la canne à sucre et du café sur la partie basse de la propriété. De même avant la mise en place de l'agriculture dans cette zone, selon les propos recueillis d'un habitant de Saint-Benoît, la sucrerie de Beaufond utilisait du bois en provenance d'une zone qui englobait la forêt départementale de Sainte Marguerite pour faire fonctionner l'usine.